# Эльмхульт (коммуна)
Муниципалите́т Э́льмхульта (швед. Älmhults kommun) — коммуна в центральной части лена Крунуберг на юге Швеции, где находится город Эльмхульт.
В 1901 году Эльмхульт был отделен от Стенброхульта и превратился в торговый город (копинг). Нынешний муниципалитет был создан в результате реформы местного самоуправления 1971 года, когда Эльмхульт был объединен с окружающими сельскими муниципалитетами.
Историческое значение имеет то, что начале 18 века здесь в приходе Стенброхульт родился и вырос ботаник Карл фон Линне. Сегодня поместье, где он родился и прожил первые месяцы своей жизни, превратилось в музей в Росхульте, окруженном теми же лугами и полями, что и 300 лет назад.
Предположительно, в этом районе есть множество различных образцов растений, которые могут вызвать интерес у молодых ботаников. Однако география, вероятно, не отличается от соседних муниципалитетов. Как и во всех муниципалитетах Смоланда, в них есть множество озер, ручьев и лесов.
Первый магазин IKEA был открыт в Эльмхульте Ингваром Кампрадом. Ингвар вырос в муниципалитете в Агуннарюде.

## Населенные пункты

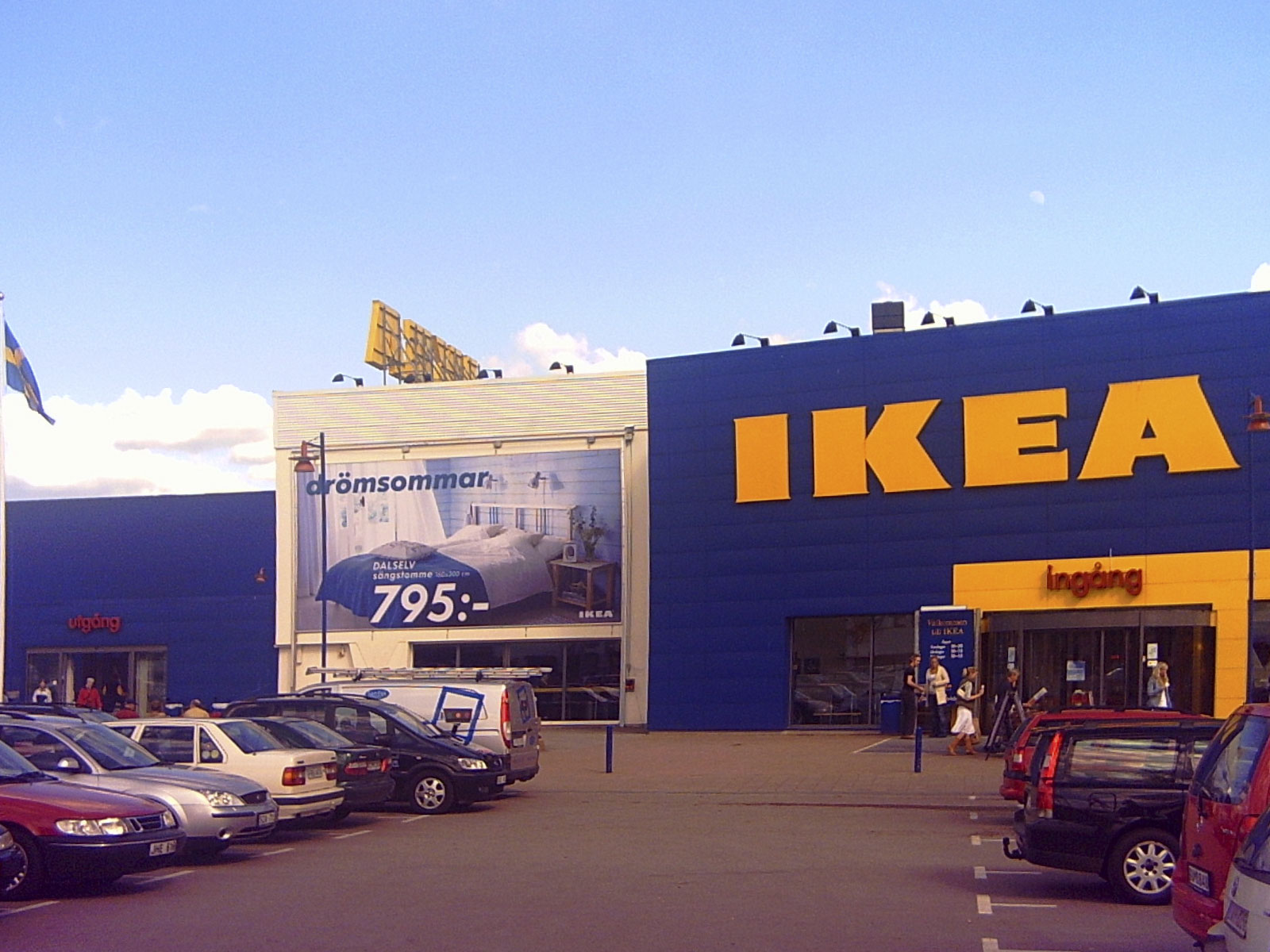
Ikea в Эльмхульте, 2005 г.

В муниципалитете Эльмхульт есть пять городских районов (так называемых тэтортом или местностью).
В таблице населенные пункты указаны в соответствии с численностью населения на 31 декабря 2014 г. Городской офис выделен жирным шрифтом.
| # | Местонахождение | численность населения |
| - | --------------- | --------------------- |
| 1 | Älmhult         | 9 374                 |
| 2 | Diö             | 899                   |
| 3 | Лиаторп         | 527                   |
| 4 | Eneryda         | 323                   |
| 5 | Делари          | 208                   |